# Ksenia Sitnik
Ksenia Sitnik este o solistă din Belarus. Ea a câștigat ediția 2005 a concursului Junior Eurovision Song Contest, cu 149 de puncte.
1. ↑   https://www.sb.by/articles/umnitsa-kseniya-sitnik.html Lipsește sau este vid: |title= (ajutor)